# Phil Moore
Phil Moore (Portland (Oregon), 20 februari 1918 – Los Angeles, 13 mei 1987) was een Amerikaanse jazzpianist, -componist, -arrangeur en orkestleider.

## Biografie
Moore werd wees en werd geplaatst in een provinciaal ziekenhuis in Portland (Oregon). Hij ging naar de Cornish School en de Universiteit van Washington in Seattle. Op 13-jarige leeftijd speelde hij piano op speakeasies en kleine podia in Portland.
Later steunde hij Lena Horne, Frank Sinatra, Bobby Short, Marshal Royal, Irving Ashby, Julie Wilson, Gene Sedric, Les Hite en Helen Gallagher. Hij arrangeerde bigband muziek voor de Tommy Dorsey en Harry James orkesten.
In 1946 speelde hij de rol van bandleider in de korte B-film Stars on Parade. Rond deze tijd bracht zijn relatie met Dorothy Dandridge haar succes als nachtclubzangeres. Moore diende als zangcoach voor andere vertolkers in Hollywood, waaronder Marilyn Monroe.
Phil Moore werkte bij de MGM en Paramount studio's als arrangeur. Hij werkte aan partituren voor meer dan 30 films, hoewel hij zelden een screenvermelding kreeg. Er werd gespeculeerd dat dit te wijten was aan zijn huidskleur. Deze partituren omvatten Ziegfeld Girl, Dumbo, Three Cheers for the Boys, Panama Hattie, Presenting Lily Mars, Cabin in the Sky, de productie van Kismet in 1944 en This Gun for Hire.
Eind jaren 1940 toerde Moore met zijn band The Phil Moore Four, bestaande uit Milt Hinton (basgitaar), Marty Wilson (drums), Johnny Letman (trompet) en Jimmy Lyons (saxofoon of gitaar). Hij nam gedurende deze tijd op voor RCA Victor met Doles Dickens (basgitaar), Walter Bishop (drums), Edward Leroy Gibbs (gitaar) en Remo Palmieri (elektrische gitaar), voor Musicraft met Doles Dickens, John Levy (basgitaar), Walter Bishop (drums), onbekend (gitaar) en Johnny Letman (trompet) en Black & White Records met Billy Hadnott (basgitaar), Lee Young (drums) en Irving Ashby (elektrische gitaar).
Hij was een vocale filmindustrie- en theateropleidingscoach in de vroege carrières van velen, met name Dorothy Dandridge en Marilyn Monroe. Vanaf het einde van de jaren 1950 kreeg hij een brede commerciële reputatie in het verzorgen en coachen van aspirant-zwart/witte zangers en begon hij een school in New York met de naam "For Singers Only".
In 1953 nam hij de twee bop kerstliedjes Blink Before Christmas en Chinchy Old Scrooge op voor RCA Victor. Deze liedjes, die in de hoogtijdagen van het beat-tijdperk werden gecreëerd, waren nauw verwant met het jaren 1950 hipsterjargon, in de stijl van jazzgebaseerde pre-rap liedjes. Deze opname is een zeldzaam verzamelobject geworden.

## Overlijden
Phil Moore overleed in mei 1987 op 69-jarige leeftijd.

## Discografie

### Als leader
- 1946: Dance and Dream with Phil Moore at the Piano, Volume 1 (Black & White) – 78tpm 4-disc album set
- 1949: Eventide: Phil Moore Orchestra (Discovery) – 10" lp
- 1949: Reminiscing: Phil Moore at the Piano (Discovery) – 10" lp
- 1947, 195?: Music for Moderns (Clef)
- 1947, 1956: Fantasy for Girl and Orchestra (Verve Records)
- 1958: Portrait of Leda [w/Leda Annest] (Columbia Records)
- 1959: Polynesian Paradise (Strand)
- 1959: Moore's Tour: An American in England (MGM Records)
- 1963: New York Sweet (Mercury Records)

### As sideman
Met Gil Fuller
- 1965: Gil Fuller & the Monterey Jazz Festival Orchestra featuring Dizzy Gillespie (Pacific Jazz)

- Biblioteca Nacional de España: XX915303
- Bibliothèque nationale de France: cb14072027p (data)
- Catàleg d'autoritats de noms i títols de Catalunya: 981058512409506706
- Gemeinsame Normdatei: 1137861622
- International Standard Name Identifier: 0000 0000 6304 3703
- Library of Congress Control Number: no91017331
- MusicBrainz: b3239709-1951-43d6-9f83-821ea10cdbf9
- Nationale Bibliotheek van Tsjechië: jo2015871316
- Nationale Bibliotheek van Israël: 987007587964705171
- SNAC: w66b0kx8
- Trove: 870133
- Virtual International Authority File: 69135636
- WorldCat: E39PBJvMxhmMQrg4CCy6XBrH4q